# Django 2 - Il grande ritorno
Django 2 - Il grande ritorno è un film del 1987 diretto da Nello Rossati (con lo pseudonimo "Ted Archer").
È uno spaghetti western, l'unico sequel ufficiale di Django (1966), di cui erano stati realizzati molti seguiti apocrifi.

## Trama
Django si è ritirato da quindici anni in un convento del Sudamerica, abbandonando la vita del pistolero: adesso è per tutti Padre Ignacio. Un giorno, però, riceve una visita inaspettata che gli porta una cattiva notizia: sua figlia Marisol (della quale fino a poco tempo prima non sospettava nemmeno l'esistenza) è stata rapita a San Vicente dallo spietato Principe ungherese Orlowsky, soprannominato "Il Diavolo" per la sua crudeltà, e che, con l'aiuto del suo ben armato battello fluviale e di un manipolo di soldati e banditi locali, cattura gli uomini per usarli come schiavi nelle sue miniere d'argento, e le donne per venderle ai bordelli.
Django quindi va alla ricerca del battello, ma viene catturato, torturato sadicamente e condotto a sua volta nella miniera come schiavo. Con l'aiuto del professor Gunn riesce avventurosamente a fuggire e promette di fare giustizia e liberare tutti dalla schiavitù. Quindi, non esita a disseppellire la sua celebre mitragliatrice da una tomba su cui è scritto "Django". Si impossessa quindi di un carro funebre come mezzo di locomozione; da un ragazzo indio di nome Miguelito, che diventa la sua "spalla", viene a sapere che la figlia, insieme ad altre giovani, si trova in un bordello in città. Va quindi all'attacco con la mitragliera ed ampio dispendio di esplosivi e libera le ragazze, ma viene a sapere che Marisol è stata portata da Orlowsky sul battello.
L'attacco all'imbarcazione potrebbe risolversi in una trappola mortale per Django, che viene catturato, legato e lasciato morire al sole insieme al piccolo Miguelito e a Marisol. Tuttavia una delle amanti di Orlowsky, uccisa la rivale, trascina Django nella cabina del delitto in modo tale che questo omicidio ricada su di lui; mentre la donna sta per sparargli il piccolo indio interviene e salva Django impiegando delle bolas. A quel punto, libero e armato, è pronto per la sua vendetta. Lasciata Marisol assieme a Miguelito, Django si traveste da carceriere riuscendo ad infiltrarsi nel campo di lavoro. Preso contatto con Gunn va all'assalto facendo ampio uso di esplosivi, e tutti gli uomini di Orlowsky vengono uccisi dalla furia dell'ex-pistolero; lo stesso principe sarà eliminato dagli schiavi liberati, dopo che Django gli ha simbolicamente, con un colpo di pistola, spezzato la spada.
Compiuta la sua vendetta, Django lascia Marisol presso il giovane indio e la sorella Dolores, e se ne va in cerca di persone che abbisognano del suo aiuto, promettendo però che un giorno sarebbe tornato.

## Produzione
Il progetto nacque in parallelo con Tex e il signore degli abissi di Duccio Tessari, in vista di un rilancio commerciale del western all'italiana. Dopo il fallimento critico e commerciale di Tex, Sergio Corbucci, che aveva inizialmente accettato la direzione del sequel e aveva appena iniziato a scriverne il soggetto, alla fine si rifiutò di parteciparvi. Anche Django 2 fu un fallimento sia di critica che di pubblico, e il progetto di rilancio andò in fumo.
Il film venne girato in Colombia. Rappresenta l'ultima apparizione di Christopher Connelly, che morì di cancro l'anno successivo.

## Distribuzione

### Data di uscita
Le date di uscita internazionali sono state:
- 22 ottobre 1987 in Germania Ovest (Djangos Rückkehr)
- 3 dicembre in Italia
- maggio 1988 in Turchia (Django)
- 31 marzo 1989 in Portogallo (Django Ataca de Novo)
- 25 gennaio 1992 in Giappone

## Accoglienza

### Incassi
Il film fu un insuccesso commerciale. Accolto freddamente dal pubblico fin dall'inizio, rimase nei cinema italiani per pochi giorni. Gli incassi mondiali riuscirono a malapena a recuperare il budget di produzione.

### Critica
Il film ha ricevuto soprattutto recensioni negative da parte dei critici italiani. Una recensione estremamente negativa viene da Paolo Mereghetti, il quale afferma che il prologo "promette toni elegiaci che vanno subito persi", e che la sceneggiatura "è più simile agli action che si giravano in Sudamerica in quegli anni, e trasforma il protagonista in una specie di Rambo che viaggia su un carro da morto e dispensa battute come «Io non porto i morti, li faccio!»". Molto dura anche la recensione di Segnalazioni cinematografiche: "La vicenda, arruffata e risibile di per sé, è stata tradotta in un fumettistico polpettone, che attinge a tutto ciò che vi è di più trito e banale. Il film arranca con buchi narrativi vistosi, insulsaggini e rozzezze varie, ed un parlato di penosa convenzionalità." Anche Morando Morandini dà al film un giudizio negativo, ma lo considera comunque "un western discreto, diretto con abilità" e con un "Franco Nero in forma".

## Edizioni home video

### DVD

#### Prima edizione
La prima edizione DVD è uscita il 4 giugno 2013 ad opera di Mustang Entertainment. Il DVD presenta il film con audio italiano in Dolby Digital 2.0 e sottotitoli nella stessa lingua per i non udenti. Come extra è incluso il documentario Due più due non fa quattro, composto da interviste al costumista Toni Rossati e al montatore Adalberto Ceccarelli.